# Saint-Sorlin-de-Vienne
Saint-Sorlin-de-Vienne är en kommun i departementet Isère i regionen Auvergne-Rhône-Alpes i sydöstra Frankrike. Kommunen ligger i kantonen Vienne-Sud som tillhör arrondissementet Vienne. År 2022 hade Saint-Sorlin-de-Vienne 967 invånare.

## Befolkningsutveckling
Antalet invånare i kommunen Saint-Sorlin-de-Vienne
Referens:INSEE